# Душники-Здруй
Душни́ки-Здруй (пол. Duszniki-Zdrój, нем. Bad Reinerz) — город в Польше, входит в Нижнесилезское воеводство, Клодзский повят. Имеет статус городской гмины. Занимает площадь 22,28 км². Население 5150 человек (на 2004 год).

## История
Во время второй мировой войны город был оккупирован немецкими войсками.
С 1946 года здесь ежегодно проходит музыкальный фестиваль (Międzynarodowy Festiwal Chopinowski w Dusznikach-Zdroju). В 1968 году здесь был открыт Музей бумажного производства.
В 1975-1998 гг. город входил в состав Валбжихского воеводства.

## Галерея

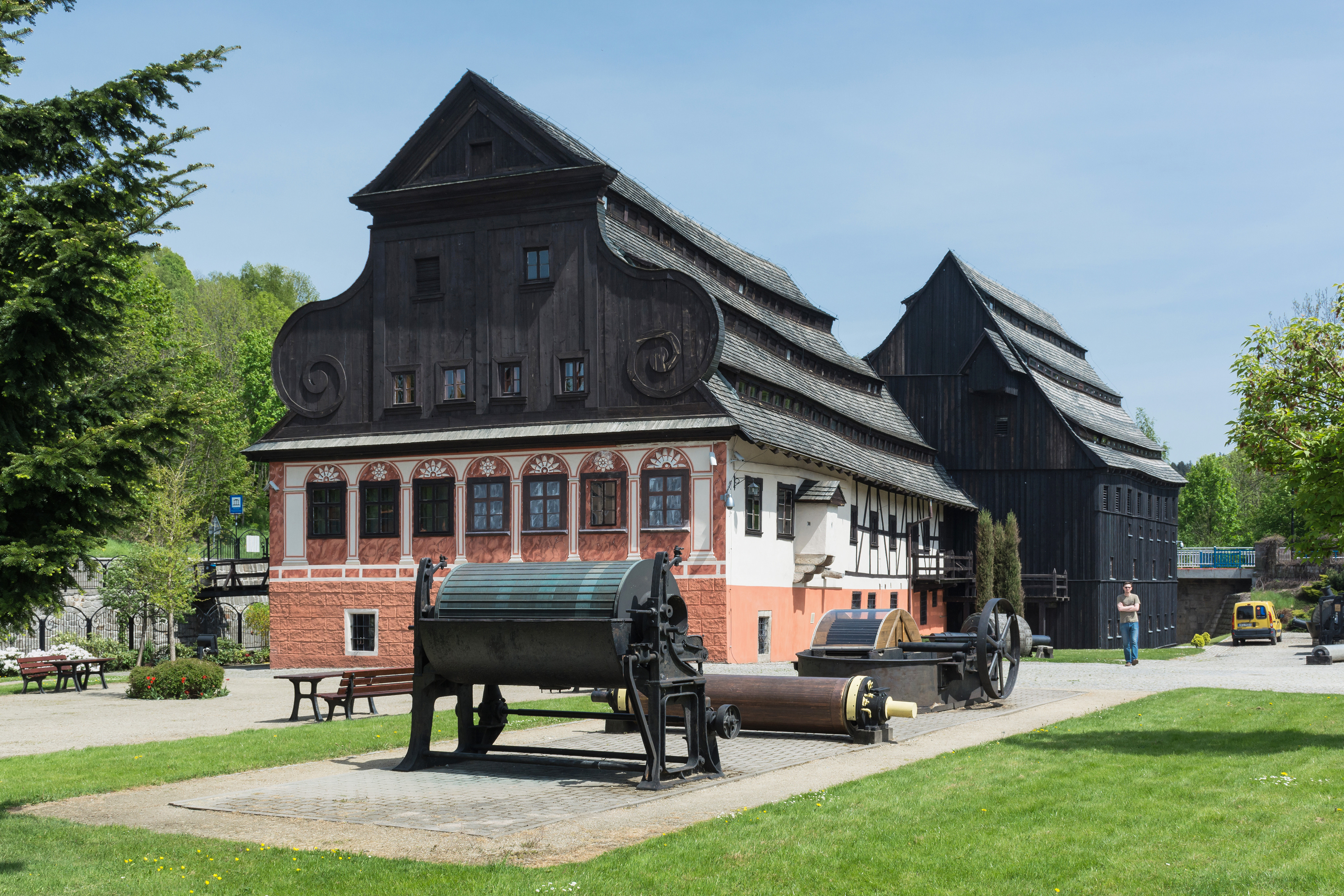
Музей бумажного производства
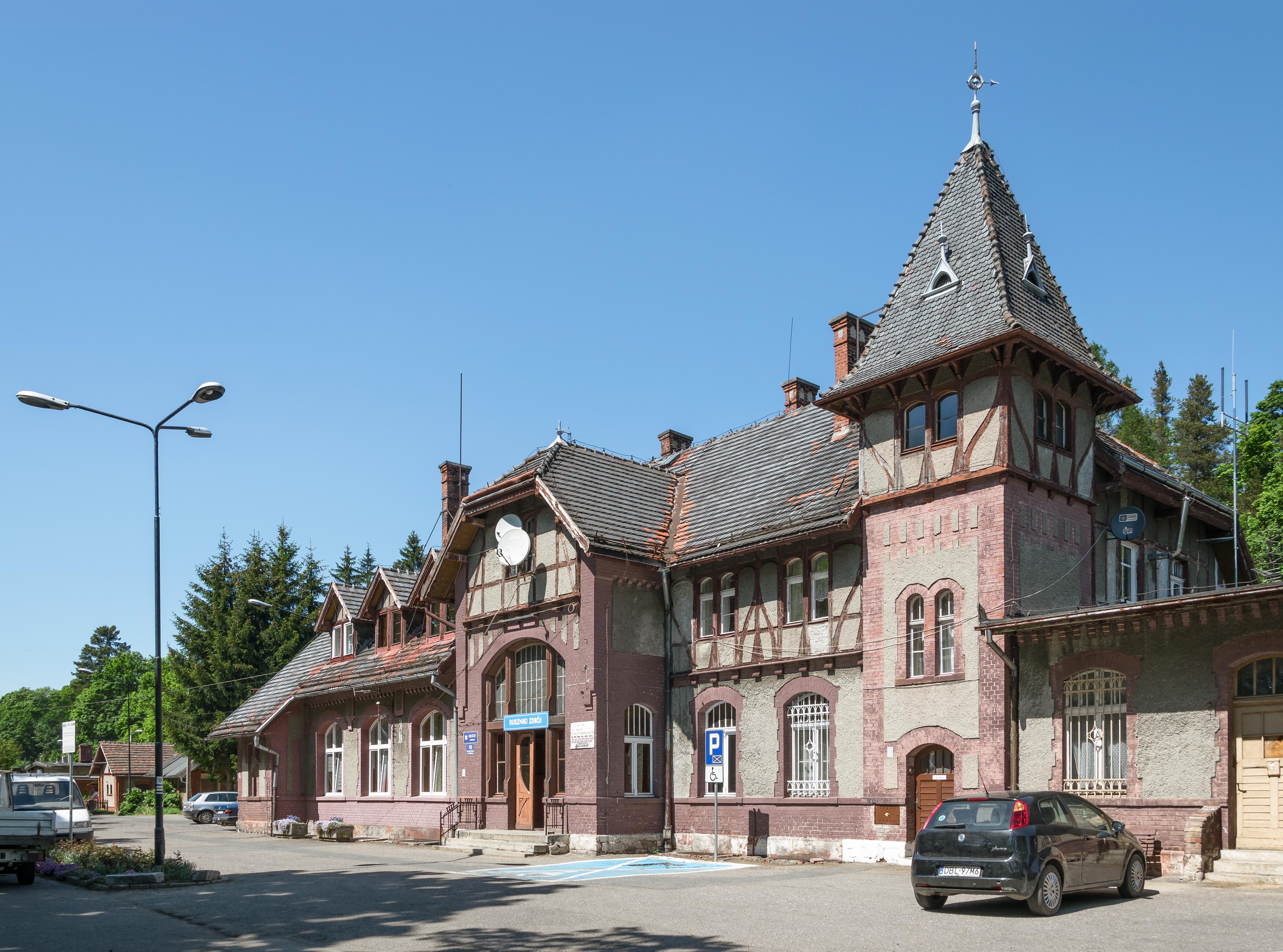
Вокзал
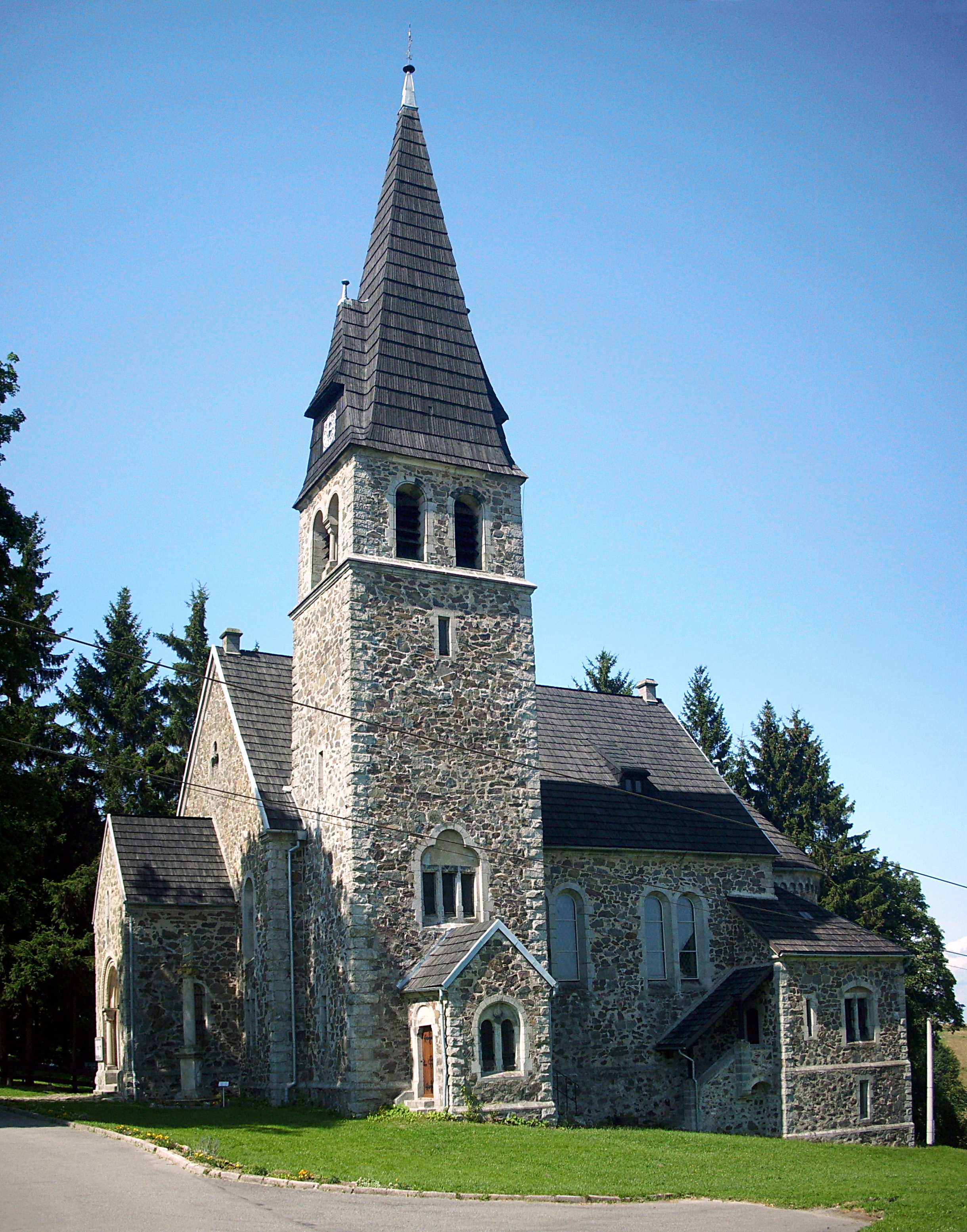
Костёл
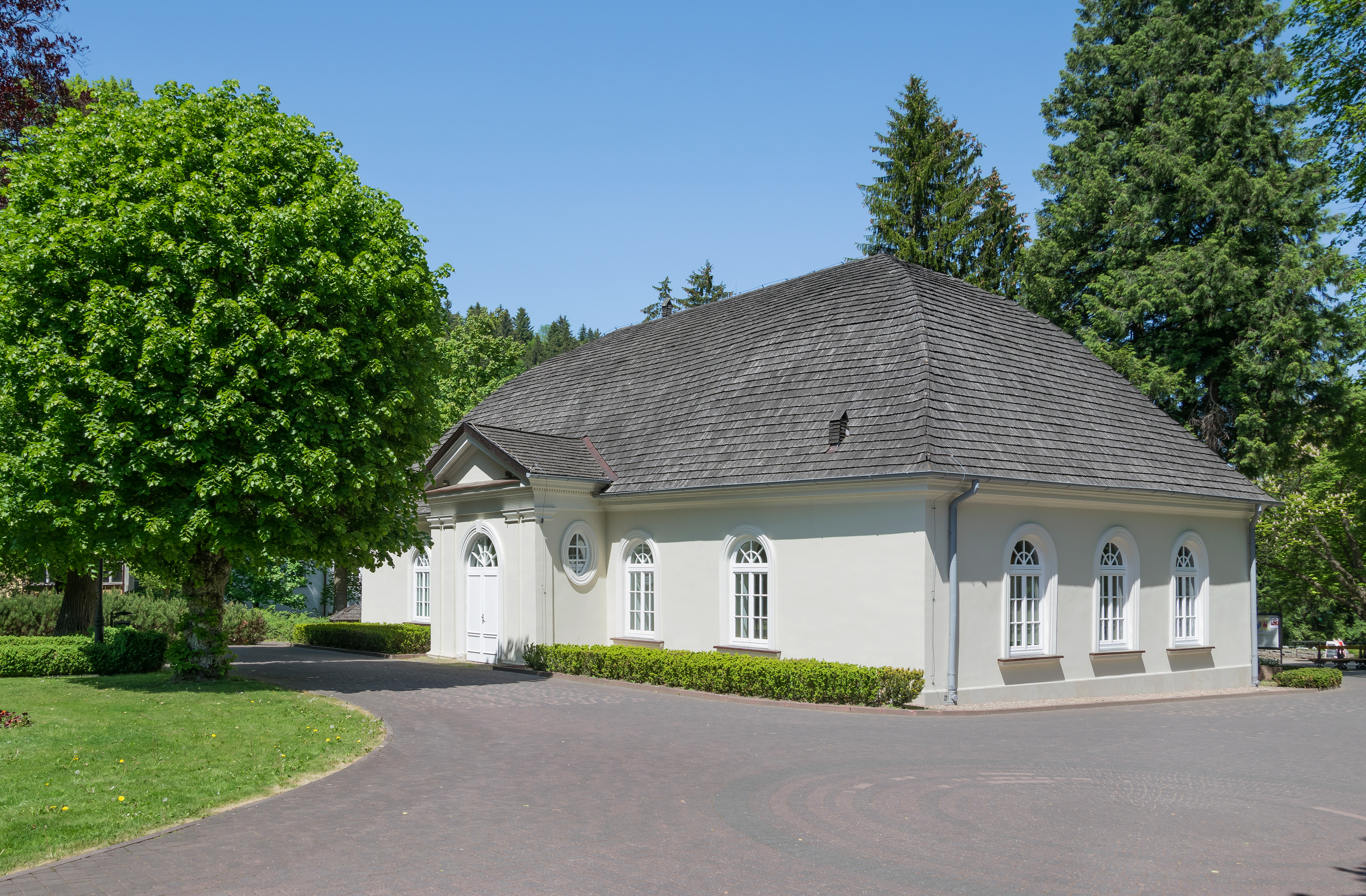
Театр Фредерика Шопена
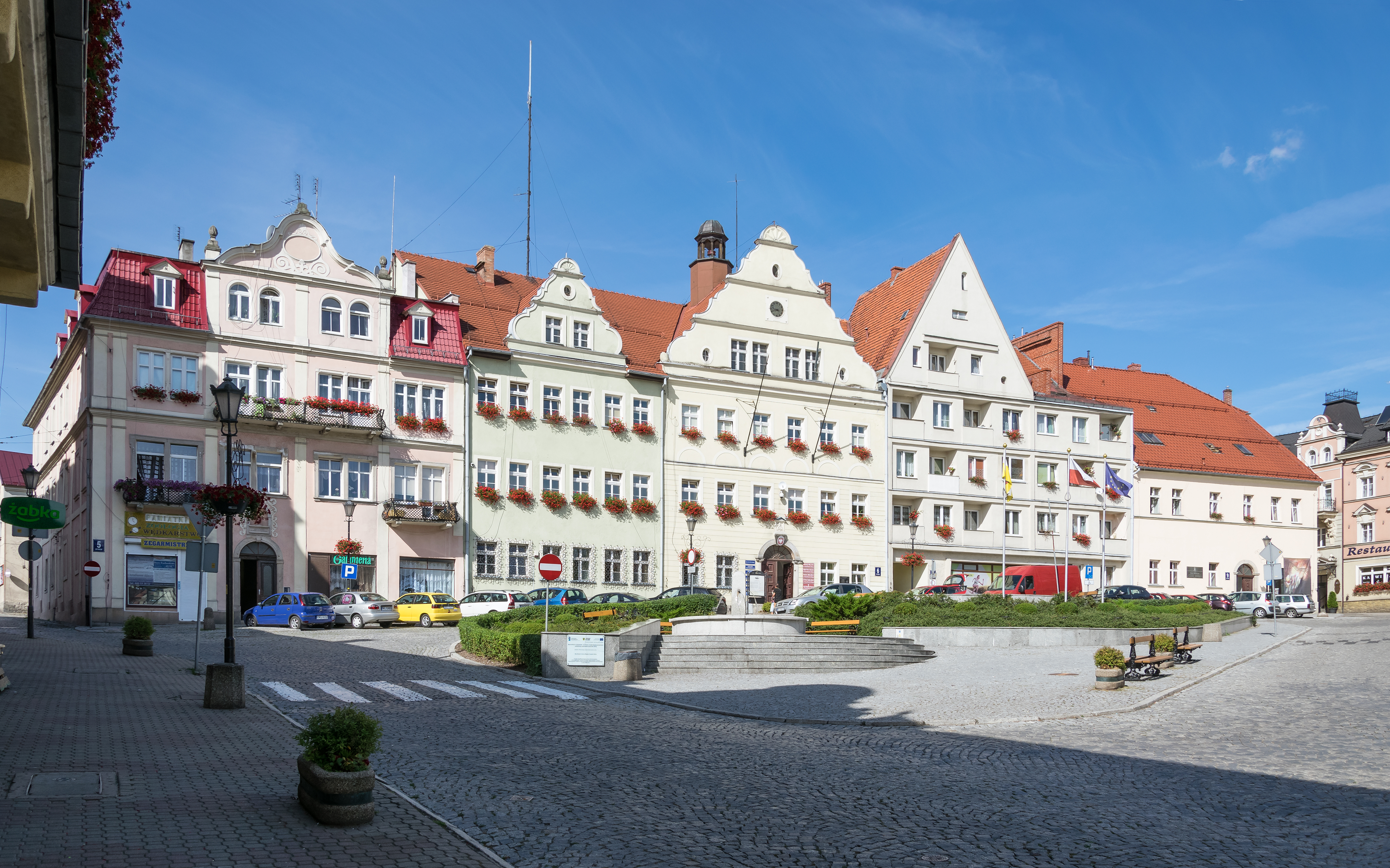
Рыночная площадь
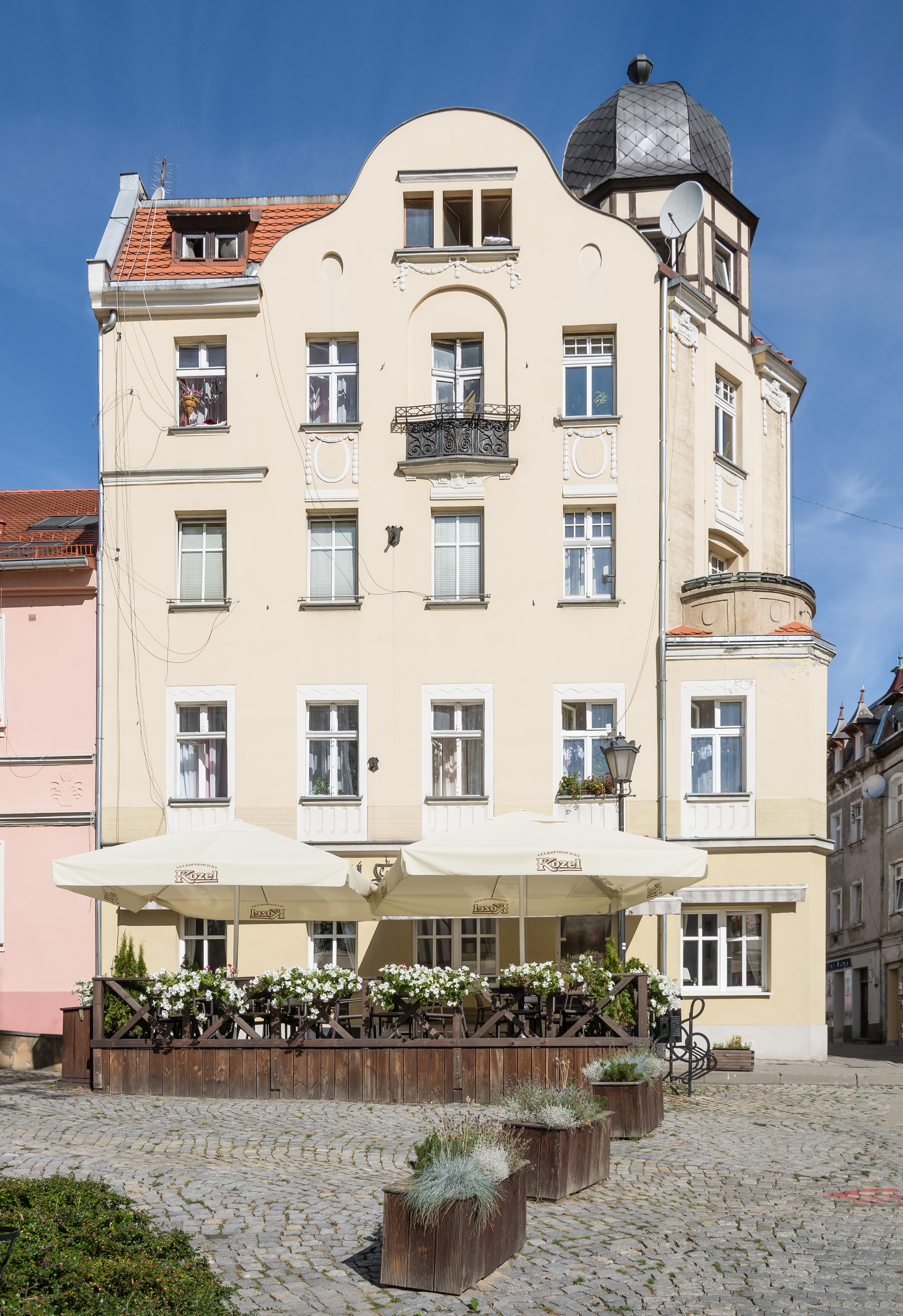
Старый дом
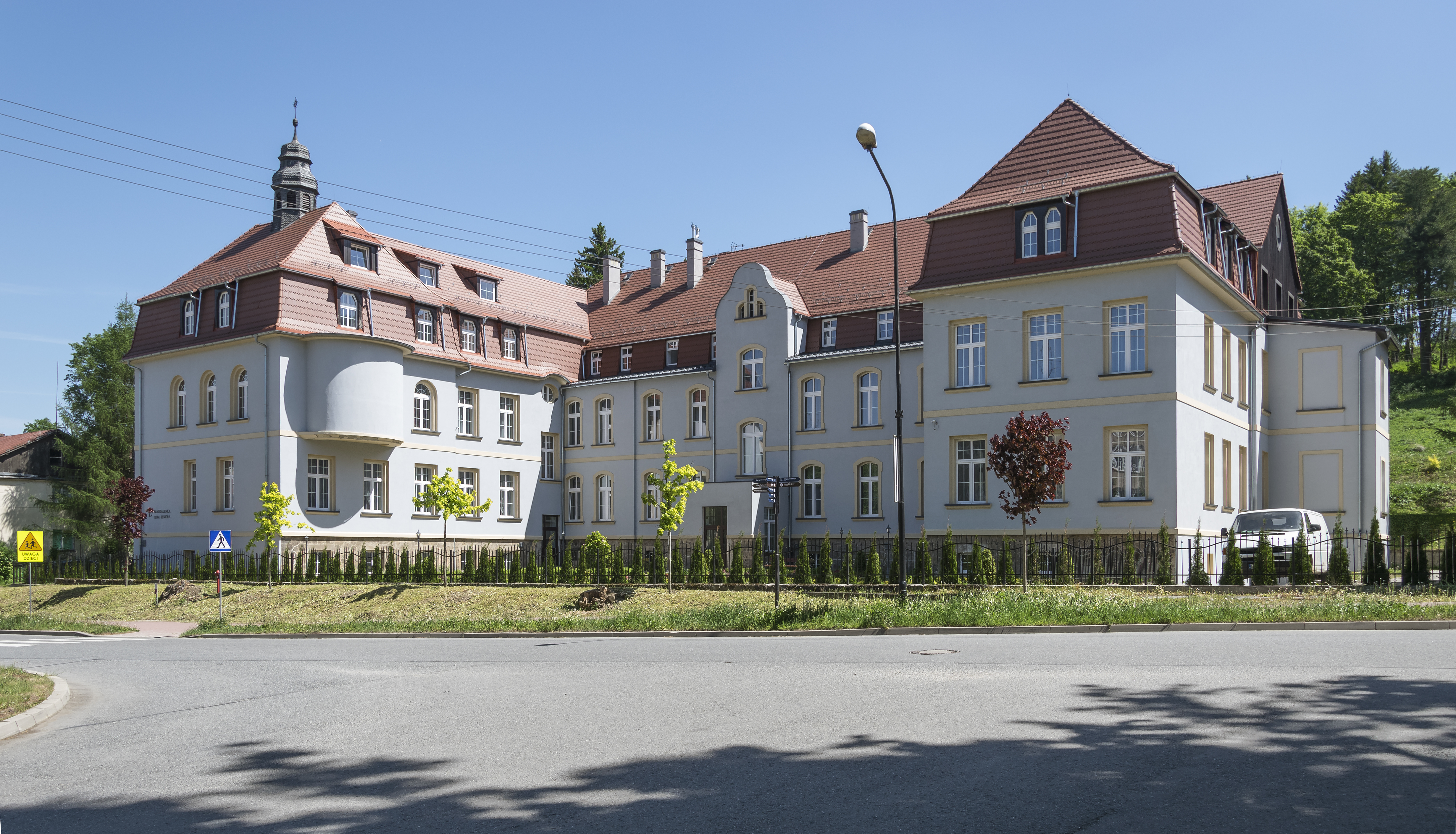
Дом инвалидов
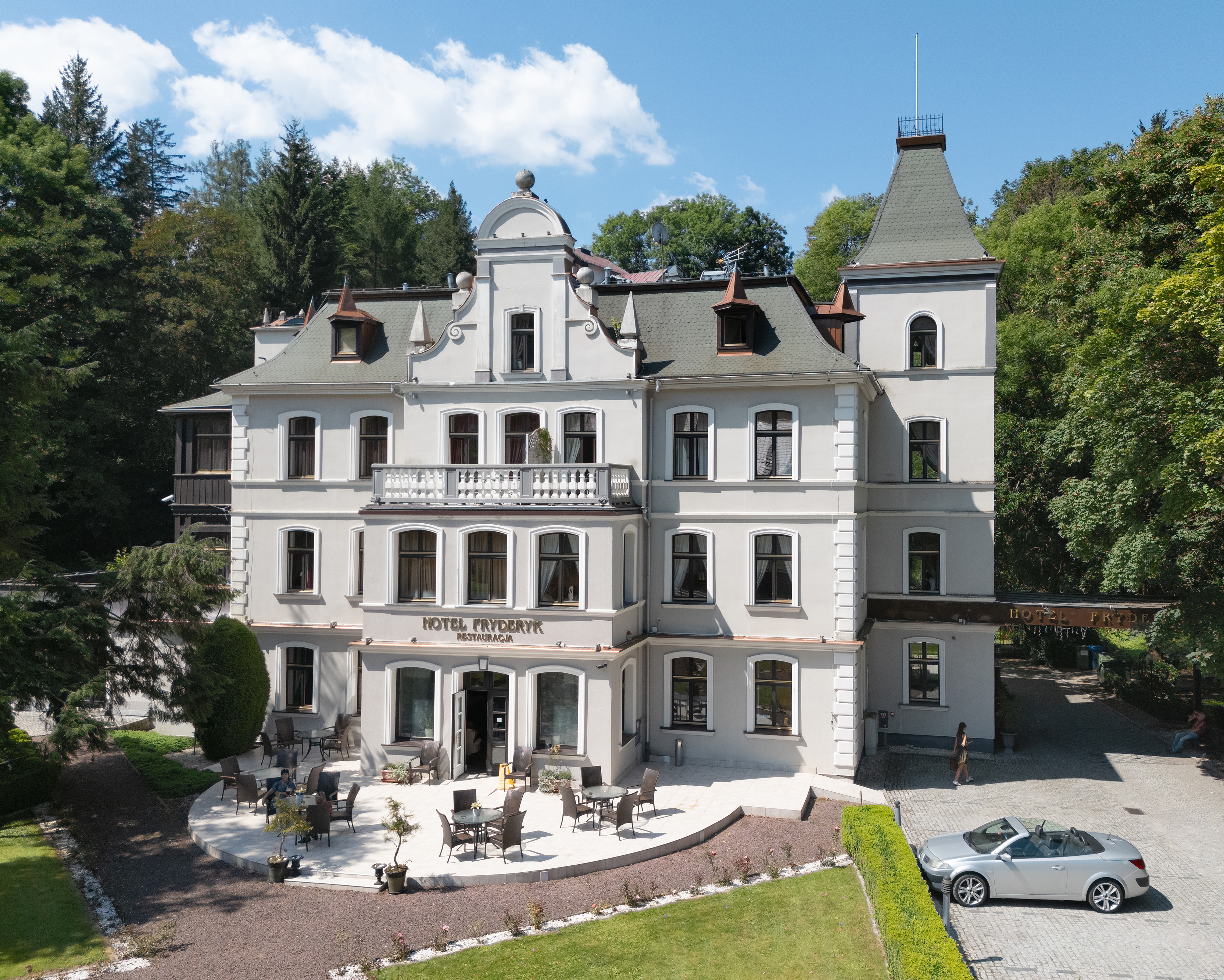
Отель «Фридрик»
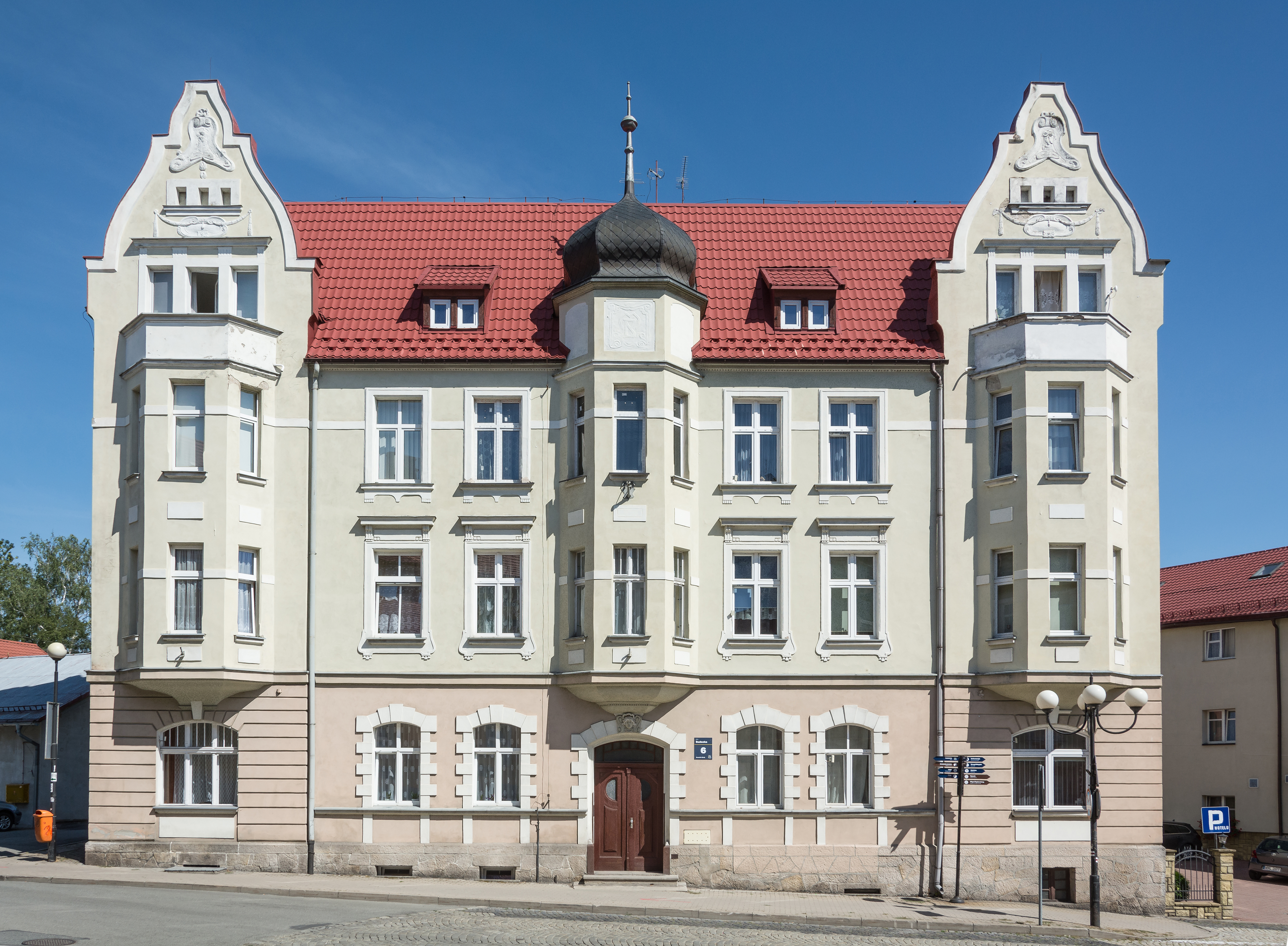
Старый дом
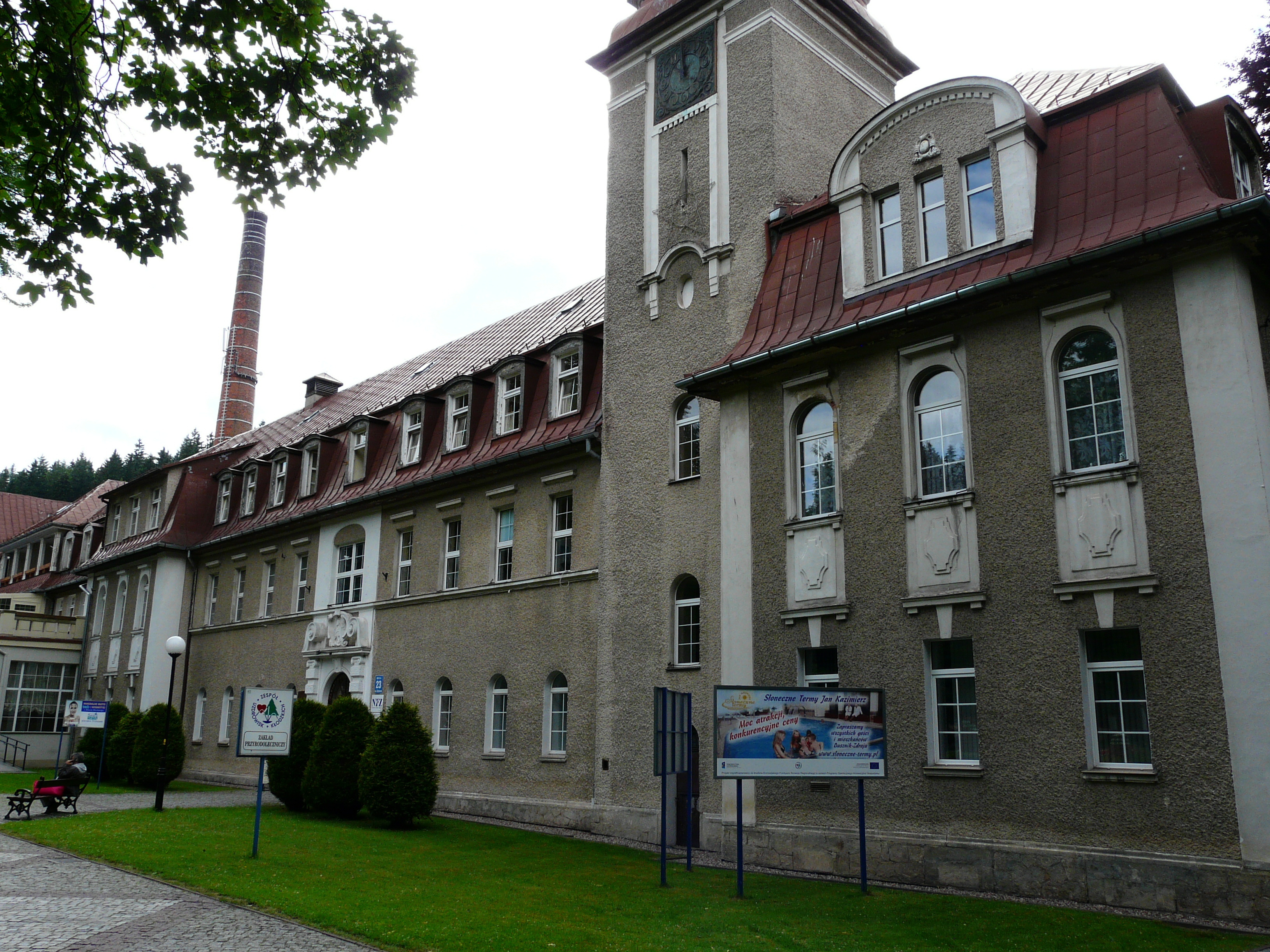
Здание

## Города-побратимы
- Нове-Место-над-Метуйи, Чехия